# Joan de Nòstra Dama
Joan de Nòstra Dama (Sant Romieg de Provença, 1507 - Ais de Provença, 1577) fou un escriptor provençal. Provenia d'una família de jueus conversos i fou parlamentari i polític, germà de Miquel de Nòstra Dama, astròleg i visionari, i oncle de Cèsar, cronista. El 1540 va compondre en francès Vida de Saint Hermentaire, participà en les lluites religioses de Provença com a membre del partit catòlic i el 1562 la seva biblioteca fou saquejada.
Col·laborà amb el protestant Ramon de Soliers per a fer una gran història de Provença. Va escriure en occità clàssic una crònica manuscrita fins avui So que s'es pogut recolhir dels comtes de Provensa e de Forcalquier e de leurs successors.... Influït per Francesco Petrarca, Baldassare Castiglione i Pietro Bembo, va editar algunes obres clàssiques occitanes i el seu Vies des plus célèbres et anciens poètes provençaux, imprès a Lió el 1575 i escrit en francès, exaltant el record dels trobadors, però ple de falsedats, ja que feia néixer o morir els principals trobadors al comtat de Provença o bé els emparentava amb les famílies dels seus amics i protectors,